# Syndare i sommarsol
Syndare i sommarsol – roman (originaltitel Syndere i sommersol) är en roman från 1927 av den norske författaren Sigurd Hoel.
Romanen har filmatiserats två gånger: År 1934 gjordes en norsk filmatisering av Einar Sissener och 2001 en svensk filmatisering av Daniel Alfredson.